# Torpedo Vladimir
FK Torpedo Vladimir (Russisch: Футбольный клуб Торпедо Владимир) is een Russische voetbalclub uit Vladimir.
De club werd in 1959 opgericht en speelde vooral op het derde niveau in de Sovjet-Unie. In 1992 begon de club in de Russische Eerste Divisie en degradeerde in 1995. In 2010 werd de club kampioen in de Russische Tweede Divisie West en promoveerde weer naar de Eerste Divisie.

## Historische namen
- 1959-1960: Trud
- 1960-1969: Traktor
- 1969-1973: Motor
- 1973-heden: Torpedo